# Перемога (Лозівський район)
Перемо́га — село в Україні, у Лозівській міській громаді Лозівського району Харківської області. Населення становить 534 осіб. До 2020 орган місцевого самоврядування — Перемогівська сільська рада.

## Географія
Село Перемога примикає до села Червоний Кут, на відстані 3 км розташовані села Герсеванівка і Роздори, за 2 км — колишнє село Вишневе. Поруч проходять автомобільна дорога Т 2107 і залізниця, найближчі станції Відпочинок і Герсеванівський. У селі бере початок Балка Широка.

## Історія
1926 — дата заснування.
12 червня 2020 року, відповідно до Розпорядження Кабінету Міністрів України  № 725-р «Про визначення адміністративних центрів та затвердження територій територіальних громад Харківської області», увійшло до складу Лозівської міської громади.
19 липня 2020 року, в результаті адміністративно-територіальної реформи та ліквідації колишнього Лозівського району (1923—2020), увійшло до складу новоутвореного Лозівського району Харківської області.
22 червня 2023 року рішенням №230 Національної комісії зі стандартів державної мови віднесено до списку населених пунктів, які «можуть не відповідати лексичним нормам української мови», зокрема стосуватися «російської імперської чи колоніальної політики». Громаді рекомендовано обґрунтувати доцільність збереження поточної назви або запропонувати нову назву в установленому законодавством порядку.

## Економіка
- Птахо-товарна ферма.

## Об'єкти соціальної сфери
- Школа.
- Клуб.
- Свято-Пантелеймонівський храм.

## Постаті
- Твердохліб Микола Миколайович — солдат міліції МВС України, учасник російсько-української війни.